# André Doehring
André Doehring (* 1973 in Uelzen) ist ein deutscher Musikwissenschaftler, der in der Popmusik- und Jazzforschung tätig ist.

## Wirken
Doehring studierte Musikwissenschaft und Soziologie. Seit 2005 war er als Mitarbeiter am Institut für Musikwissenschaft und Musikpädagogik der Universität Gießen tätig, wo er sich 2010 mit einer Arbeit zum Popmusikjournalismus promovierte. Nach einem Lehrauftrag in Wien wurde er 2016 auf die Professor für Jazz- und Popularmusikforschung der Universität für Musik und darstellende Kunst Graz berufen. Dort leitet er das Institut für Jazzforschung. Zu seinen Forschungsschwerpunkten zählen Themen der populären Musik, der Musiksoziologie und der musikalischen Analyse.
Weiterhin ist er im Wissenschaftlichen Beirat der Gesellschaft für Popularmusikforschung sowie der Internationalen Gesellschaft für Jazzforschung. Er ist Mitherausgeber der samples.de und ab 2017 der beiden in Graz erscheinenden Reihen Beiträge zur Jazzforschung / Studies In Jazz Research sowie Jazzforschung / Jazz Research.

## Schriften (Auswahl)
- Musikkommunikatoren: Berufsrollen, Organisationsstrukturen und Handlungsspielräume im Popmusikjournalismus Bielefeld: Transcript Verlag 2011; ISBN 978-3-8376-1898-3
- Ralf von Appen, André Doehring, Dietrich Helms, Allan F. Moore (Hrsg.) Song Interpretation in 21st-Century Pop Music. London, New York: Routledge 2015; ISBN 978-1-4724-2800-4
- Ralf von Appen / André Doehring (Hrsg.) Pop weiter denken: Neue Anstöße aus Jazz Studies, Philosophie, Musiktheorie und Geschichte. Bielefeld: Transcript Verlag 2018; ISBN 978-3-8376-4664-1[3]
- The Shape of Jazz Studies to Come? Überlegungen zu Anforderungen, Inhalten und Zielen der Ausbildung von JazzforscherInnen. In: Martin Pfleiderer, Wolf-Georg Zaddach (Hrsg.): Jazzforschung heute. Themen, Methoden, Perspektiven. Berlin: Edition Emvas 2019, S. 235–268